# Dave Evans (kierowca wyścigowy)
Dave Evans (ur. 31 sierpnia 1898 roku w Los Angeles, zm. 31 marca 1974 roku w Dell) – amerykański kierowca wyścigowy.

## Kariera
W swojej karierze Evans startował głównie w Stanach Zjednoczonych w mistrzostwach AAA Championship Car oraz towarzyszącym mistrzostwom słynnym wyścigu Indianapolis 500, będącym w latach 1923-1930 jednym z wyścigów Grandes Épreuves. W pierwszym sezonie startów, w 1925 roku z dorobkiem 46 punktów uplasował się na siedemnastej pozycji w klasyfikacji generalnej. Dwa lata później dwukrotnie stawał na podium. Uzbierane 323 punkty dały mu jedenaste miejsce w końcowej klasyfikacji kierowców. W tym samym roku w wyścigu Indianapolis 500 był piąty. W tym samym roku ukończył Indianapolis 500 na piątym miejscu. W kolejnych sezonach dwukrotnie plasował się w czołowej dziesiątce Indy 500. Był szósty w 1930 i 1933 roku. W mistrzostwach AAA w 1930 roku został sklasyfikowany na ósmej pozycji. Trzy lata później był szósty.